# Diclidurus albus
El murciélago fantasma del norte (Diclidurus albus) es una especie de quiróptero que se encuentra en los bosques húmedos de las tierras bajas a menos de 1500 m s. n. m., desde Nayarit (México) hasta el este de Brasil y en Trinidad y Tobago.

## Descripción
Su cuerpo está cubierto de pelaje largo y completamente blanco. Las orejas son amarillentas y las membranas rosadas. La longitud de cabeza y cuerpo alcanza entre 6,8 y 8,2 cm; la cola mide 1,8 a 2,2 cm; el pie mide de 1 a 1,2 cm; la oreja alcanza tamaños de entre 1,6 a 1,7 cm, mientras que el antebrazo, entre 6,3 y 6,9 cm. Su peso oscila entre 17 y 24 g. El uropatagio es extenso, con un inusual saco glandular alrededor del extremo de la cola.

## Comportamiento
Se refugia en cuevas, grietas profundas de las rocas y dentro de túneles abandonados como los de las minas antiguas. Aunque los murciélagos fantasma prefieren descansar en colonias, conviven grupos pequeños, debido a la falta de dormideros que permitan el establecimiento de colonias mayores. Generalmente una colonia no tiene más de 100 murciélagos, que descansan en el mismo lugar. A menudo duermen individualmente en hojas de palma.

## Alimentación
Se alimenta de insectos.